# ときめき♡宣伝部のVICTORY STORY/青春ハートシェイカー
『ときめき♡宣伝部のVICTORY STORY/青春ハートシェイカー』（ときめきせんでんぶのビクトリーストーリー/せいしゅんハートシェイカー）は、ときめき♡宣伝部の4枚目のシングル（インディーズを含めると通算7枚目）である。2019年4月10日にavex traxから両A面シングルとしてリリースされた。
avex traxへの移籍及び杏ジュリア入部（加入）後初となるシングルである。

## 概要
「ときめき♡宣伝部のVICTORY STORY」及び「青春ハートシェイカー」を表題曲とする両A面シングルである。
2018年10月に杏ジュリアが入部して初、avex traxへのレーベル移籍後初のシングルで、メジャーデビューしてからは通算4枚目のシングルとなる。前シングル『DEADHEAT』からは約1年半ぶりのリリースとなった。
2019年4月10日、CDリリースと同日に各種配信サイトにて配信シングル『ときめき♡宣伝部のVICTORY STORY/青春ハートシェイカー』（1.ときめき♡宣伝部のVICTORY STORY、2.青春ハートシェイカー、3.ドンフィクション、4.きみに夢中ガール、5.Springood!）の配信が開始された。
TYPE-A ときめき盤(CD+DVD、初回生産限定盤)、TYPE-B どきどき盤(CD+VR、初回生産限定盤)、TYPE-C どんふぃく盤(CD)、TYPE-D むちゅう盤(CD)、TYPE-E すぷりんぐ盤(CD)の5形態で発売された。
TYPE-A ときめき盤には、表題曲「ときめき♡宣伝部のVICTORY STORY」、「青春ハートシェイカー」の「Music Video」・「Music Videoメイキング」と、2018年12月24日に開催した「ときめき♡宣伝部のどきどき♡クリスマスパーティーvol.4」から「GAMUSHARA」・「ドンフィクション」・「誰よりいちばん」（坂井仁香ソロ曲）のライブ映像と「LIVEメイキング映像」を収録したDVDが付属する。
TYPE-B どきどき盤には、「ときめき♡宣伝部のどきどき♡クリスマスパーティーvol.4」から「ドンフィクション -VR ver. –」・「ときクリ終演後のご挨拶 -VR ver.-」のVRコンテンツシリアル・ビューワーが付属する。
本シングル発売を記念して焼肉レストラン安楽亭とのコラボフェアが開催された。
リリース日の4月10日には池袋サンシャインシティ噴水広場でリリース記念イベントが開催された。
2019年4月22日付オリコン週間シングルランキングで3位にチャートインした。

## 収録曲
（ときめき♡宣伝部：辻野かなみ、藤本ばんび、坂井仁香、小泉遥香、杏ジュリア、吉川ひより）

### ときめき♡宣伝部のVICTORY STORY
- 作詞：allforone/ARAKI、作曲：松隈ケンタ、編曲：SCRAMBLES
- タイトル曲。全形態に収録されている応援ソング[7]。
- アルバム『ときめきがすべて』に「超ときめき♡宣伝部のVICTORY STORY」として収録。
- 「SWEET SWEET DAYS」に続き松隈ケンタ（SCRAMBLES）の作曲。
- 共作詞のARAKI（KOWARA）はカップリング曲「Springood!」も提供している。
- 2019年3月17日にMV[8]を公開した。MVは「ときめき♡宣伝部の新入生加入活動！」と題され、ときめき♡宣伝部の新入部員「杏ジュリア」を先輩部員であるほかのメンバーが支え、活動していく様子を描いた、とき宣初のストーリー仕立ての映像作品となっている[9]。
- 2019年3月17日にとしまえんで初披露[10]。
- 辻野かなみは「新メンバーの杏ジュリアが（昨年10月に）加入して初のシングルなので、新たなスタートを切る作品になっていて、歌詞も前向きで、これからの自分たちの未来が更に楽しみになるような曲です。MVはジュリアがメインで、ストーリー仕立てになっています」とコメントしている[11]。
- ラジオ日本『甲子園をめざして』エンディングテーマ

### 青春ハートシェイカー
- 作詞・作曲・編曲：ジンツチハシ
- タイトル曲。全形態に収録されている恋愛ソング。
- アルバム『ときめきがすべて』に「青春ハートシェイカー(超ver.)」として収録。
- 「初恋サイクリング」、「あいにきちゃった」といった楽曲を提供したジンツチハシによる作品。
- 振付：槙田紗子
- 2019年3月1日にMV[12]を公開した。としまえんでのオールロケで撮影したMVは、メリーゴーラウンドやコーヒーカップなどのアトラックションに乗って遊ぶ様子をメンバー同士で自撮りした映像が使われている[13]。
- 小泉遥香は「ちょっとせつないけど、でも明るくてかわいいラブソングになっています。誰もが共感できる歌詞だと思うので、その歌詞にも注目して頂けると嬉しいです。（略）」とコメントしている[11]。

### ドンフィクション
- 作詞・作曲・編曲：KOWARA
- KOWARAは、OiCHANとARAKIのコライトユニット
- 振付：槙田紗子
- 2018年11月4日に先行配信リリース。
- どんふぃく盤に収録。
- ドラマ『こんな未来は聞いてない!!』（フジテレビオンデマンド FOD、2018年）主題歌
- 杏ジュリアの入部後初ワンマンライブ「日にち外れのときめき♡ハロウィンライブ」（2018年11月3日）でも披露された[14]。

### きみに夢中ガール
- 作詞・作曲：藤田卓也、編曲：corin.
- むちゅう盤に収録。
- 辻野かなみが参加した「耳ーズ」（夏S 2018オリジナルユニット）の楽曲「NEMIMIに耳ーズ」を提供した藤田卓也が作詞・作曲。

### Springood!
- 作詞・作曲・編曲：ARAKI
- すぷりんぐ盤に収録。
- 振付：槙田紗子

## 販売形態
5形態での発売。

### TYPE-A ときめき盤
AVCD-94408/B、初回生産限定盤。
CD
1. ときめき♡宣伝部のVICTORY STORY
2. 青春ハートシェイカー

DVD
- ときめき♡宣伝部のVICTORY STORY Music Video
- 青春ハートシェイカー Music Video
- ときめき♡宣伝部のVICTORY STORY ＆青春ハートシェイカー Music Videoメイキング
- 「ときめき♡宣伝部のどきどき♡クリスマスパーティーvol.4」
  - GAMUSHARA
  - ドンフィクション
  - 誰よりいちばん
  - LIVEメイキング映像

### TYPE-B どきどき盤
AVCD-94409、初回生産限定盤。
CD
1. ときめき♡宣伝部のVICTORY STORY
2. 青春ハートシェイカー

VR
- 「ときめき♡宣伝部のどきどき♡クリスマスパーティーvol.4」
  - ドンフィクション -VR ver.-
  - ときクリ終演後のご挨拶 -VR ver.-

### TYPE-C どんふぃく盤
AVCD-94410。
CD
1. ときめき♡宣伝部のVICTORY STORY
2. 青春ハートシェイカー
3. ドンフィクション

### TYPE-D むちゅう盤
AVCD-94411。
CD
1. ときめき♡宣伝部のVICTORY STORY
2. 青春ハートシェイカー
3. きみに夢中ガール

### TYPE-E すぷりんぐ盤
AVCD-94412。
CD
1. ときめき♡宣伝部のVICTORY STORY
2. 青春ハートシェイカー
3. Springood!